# Substilbula australiana
Substilbula australiana är en stekelart som först beskrevs av Girault 1913.  Substilbula australiana ingår i släktet Substilbula och familjen Eucharitidae. Inga underarter finns listade i Catalogue of Life.